# Lloyd (Vorname)
Lloyd [loid] ist ein walisisch-englischer Vorname.

## Bedeutung
Der Name leitet sich vom walisischen Wort llwyd [ɬʊɪd] ab und bedeutet so viel wie „grau(haarig)“. Er spielte ursprünglich wohl auf Erfahrung und Weisheit seines Trägers an und bezeichnete vorwiegend Personen, die einen Anspruch auf Respekt hatten.

## Varianten
- Loyd
- Floyd

## Namensträger

### Vorname
- Lloyd Austin (* 1953), US-amerikanischer General und Politiker
- Lloyd James Austin (1915–1994), australischer Romanist und Literaturwissenschaftler
- Lloyd Bacon (1889–1955), US-amerikanischer Schauspieler und Regisseur
- Lloyd Bentsen (1921–2006), US-amerikanischer Politiker
- Loyd Blankenship (* 1965), US-amerikanischer Hacker und Autor
- Lloyd Brevett (1931–2012), jamaikanischer Musiker
- Lloyd Bridges (1913–1998), US-amerikanischer Schauspieler
- Lloyd Burdick (1908–1945), US-amerikanischer American-Football-Spieler
- Lloyd Cole (* 1961), britischer Sänger und Songwriter
- Lloyd Cushenberry (* 1997), US-amerikanischer American-Football-Spieler
- Lloyd deMause (1931–2020), US-amerikanischer Sozialwissenschaftler und Psychohistoriker
- Lloyd Dyer (* 1982), englischer Fußballspieler
- Lloyd Ellis (1920–1994), US-amerikanischer Gitarrist
- Lloyd Glenn (1909–1985), US-amerikanischer R&B-Musiker
- Lloyd Jones (* 1955), neuseeländischer Schriftsteller
- Lloyd Kelly (* 1998), englischer Fußballspieler
- Lloyd Langlois (* 1962), kanadischer Freestyle-Skier
- Lloyd McCollough (1935–1976), US-amerikanischer Rockabilly-Musiker
- Lloyd Michaels (1943–2014), US-amerikanischer Jazztrompeter

- Lloyd Miller (Leichtathlet) (1915–1985), australischer Dreispringer
- Lloyd Miller (Musiker) (1938–2024), US-amerikanischer Musiker und Musikethnologe
- Lloyd Omdahl (1931–2024), US-amerikanischer Politiker
- Lloyd Rees (1895–1988), australischer Maler
- Lloyd Reese (≈1900–?), US-amerikanischer Jazzmusiker und Musikpädagoge
- Lloyd Thurston (1880–1970), US-amerikanischer Politiker
- Lloyd Ulyate (1927–2004), US-amerikanischer Jazz- und Studiomusiker
- Lloyd Waner (1906–1982), US-amerikanischer Baseballspieler

### Künstlername
- Lloyd (Sänger) (Lloyd Polite; * 1986), US-amerikanischer R&B-Sänger

### Zwischenname
- David Lloyd George (1863–1945), britischer Politiker
- Alan Lloyd Hodgkin (1914–1998), englischer Physiologe
- Andrew Lloyd Webber (* 1948), britischer Komponist und Musical-Produzent
- Frank Lloyd Wright (1867–1959), US-amerikanischer Architekt

## Fiktive Namensträger
- Lloyd Montgomery Garmadon, Hauptprotagonist in der Animationsserie Ninjago